# Ophiothrix danae
Ophiothrix danae är en ormstjärneart. Ophiothrix danae ingår i släktet Ophiothrix och familjen Ophiothrichidae. Inga underarter finns listade i Catalogue of Life.